# Soriano (Corbetta)
Soriano (AFI: /soˈrjano/; Sorian in dialetto milanese, AFI: [surjˈãː], localmente Sciorian, AFI: [ʃurjˈãː]) è una frazione di Corbetta in provincia di Milano di 457 abitanti (2021), distante 2,98 km dal centro storico del comune di appartenenza.

## Geografia fisica

### Territorio
Il borgo di Soriano è caratterizzato da un ambiente prevalentemente pianeggiante, tipico della Pianura padana, con avvallamenti solo nei pressi di fontanili e fossi, adatto in prevalenza a boschi o coltivazioni che occupano buona parte del territorio della frazione.
Il territorio di Soriano confina ad ovest con la frazione di Cerello, a sud con Albairate, a est con Cisliano e con la sua frazione di San Giacomo, a nord con la località Stravascia.
Milano è il centro di maggior rilievo più vicino da cui dista una ventina di chilometri anche se per importanza e disponibilità di servizi il centro più vicino può essere considerato Magenta.

### Geologia ed idrografia
Il terreno è geologicamente composto da terreni alluvionati terrazzati e da depositi eolici oltre che da travertini, la cui formazione è da ricondurre al Pleistocene (2,58 milioni - 11.700 anni fa).
Idrograficamente è notevole la presenza in gran quantità di risorgive naturali costituenti uno degli aspetti principali del borgo; questi, che avevano un tempo ampia rilevanza economica per l'agricoltura, costituiscono oggi una delle attrazioni principali del Parco Agricolo Sud Milano. Il corso d'acqua principale della frazione è costituito dal Fontanile Boldirone.

### Sismologia
Dal punto di vista sismico Soriano presenta un rischio molto basso ed è stata classificata come il comune zona 4 (bassa sismicità) dalla protezione civile nazionale. Nella sua storia l'abitato ha risentito di cinque terremoti: quello del 1397 (5,37 ML), quello del 1895 (4,63 ML), quello del 2009 (2,3 ML), quello del 2011 (2,1 ML) e quello del 2013 (2,4 ML).

### Clima
Il clima di Soriano è quello continentale, tipico delle pianure settentrionali italiane con inverni freddi e abbastanza rigidi con diverse giornate di gelo, col fenomeno della nebbia, ed estati e che risentono di elevate temperature che possono superare i 30 °C e con l'umidità che può raggiungere l'80% causando quel fenomeno di caldo umido comunemente chiamato "afa". L'umidità non è comunque presente solo d'estate, ma è molto elevata tutto l'anno. I dati provenienti dalla vicina stazione meteorologica di Milano Malpensa, ad ogni modo, indicano, in base alla media trentennale di riferimento (1961-1990) per l'Organizzazione Mondiale della Meteorologia, che la temperatura media del mese più freddo, gennaio, si attesta attorno a -4 °C; quella del mese più caldo, luglio, è appena sopra i +28 °C.
La frazione appartiene col comune di appartenenza alla zona climatica E, 2563 GR/G. Soriano, come del resto gran parte dei comuni della Pianura Padana, soffre di scarsa ventilazione.
La piovosità si concentra principalmente in autunno e in primavera con un minimo relativo invernale e con una media annua superiore ai 1000 mm, con un minimo relativo invernale.
| Mese                        | Gen    | Feb    | Mar    | Apr    | Mag    | Giu    | Lug    | Ago    | Set   | Ott   | Nov    | Dic    | Anno |
| --------------------------- | ------ | ------ | ------ | ------ | ------ | ------ | ------ | ------ | ----- | ----- | ------ | ------ | ---- |
| Temperatura max. media (°C) | 5.4    | 8.1    | 13.0   | 17.6   | 21.8   | 26.3   | 29.2   | 27.6   | 23.9  | 17.4  | 10.6   | 6.4    | 17.3 |
| Temperatura min. media (°C) | 0.8    | 2.7    | 6.1    | 9.6    | 13.3   | 17.1   | 19.9   | 19.0   | 16.2  | 11.2  | 6.0    | 1.6    | 10.3 |
| Piogge (mm)                 | 79     | 73     | 77     | 47     | 34     | 20     | 7      | 35     | 76    | 83    | 127    | 109    | 64   |
| Umidità relativa (%)        | 86     | 78     | 71     | 75     | 72     | 71     | 71     | 72     | 74    | 81    | 85     | 86     | 66,5 |
| Eliofania assoluta (ore)    | 2.9    | 3.7    | 4.6    | 5.6    | 6.9    | 7.1    | 8.1    | 7.3    | 5.2   | 4.1   | 2.4    | 2.3    | 5    |
| Venti (dir.-nodi)           | NW 2.3 | SE 2.4 | SE 2.6 | SE 2.8 | SW 2.7 | SW 2.6 | SW 2.5 | SE 2.4 | E 2.3 | E 2.3 | SE 2.3 | NW 2.2 | 2.4  |

## Storia
Il borgo ha probabilmente origini antichissime ed i suoi primi insediamenti coinciderebbero con le iniziali fortificazioni romane di Corbetta. A riprova di questo fatto, sul finire degli anni '80 è stata rinvenuta in loco una tomba a cassa composta di laterizi e risalente al II secolo d.C.
Il paese rimase perlopiù un gruppo ristretto di case sparse sino al XVIII secolo quando i nobili Frisiani di Corbetta (che erano entrati in possesso di terreni agricoli siti in località Cassina Soriana a partire dal XVI secolo), decisero di erigere le prime cascine del borgo, tra cui la Cascina Frisiani.
Soriano ha conosciuto invece una forte espansione delle unità residenziali solo negli ultimi anni, spostando la popolazione dalle antiche corti del centro nelle aree periferiche della borgata. Dal 2007 Soriano è stata anche protagonista evidente del progetto "Ecosostenibilità" avviato dal comune di Corbetta, con la costruzione di una splendida pista ciclabile che attraversa le campagne del borgo e che consente anche l'attraversamento panoramico dell'unico fontanile che scorre parallelamente a Via Fogazzaro, la via principale che dal XVII secolo costituisce la principale area di passaggio del paese.

## Edifici notevoli

### Oratorio di San Bernardo

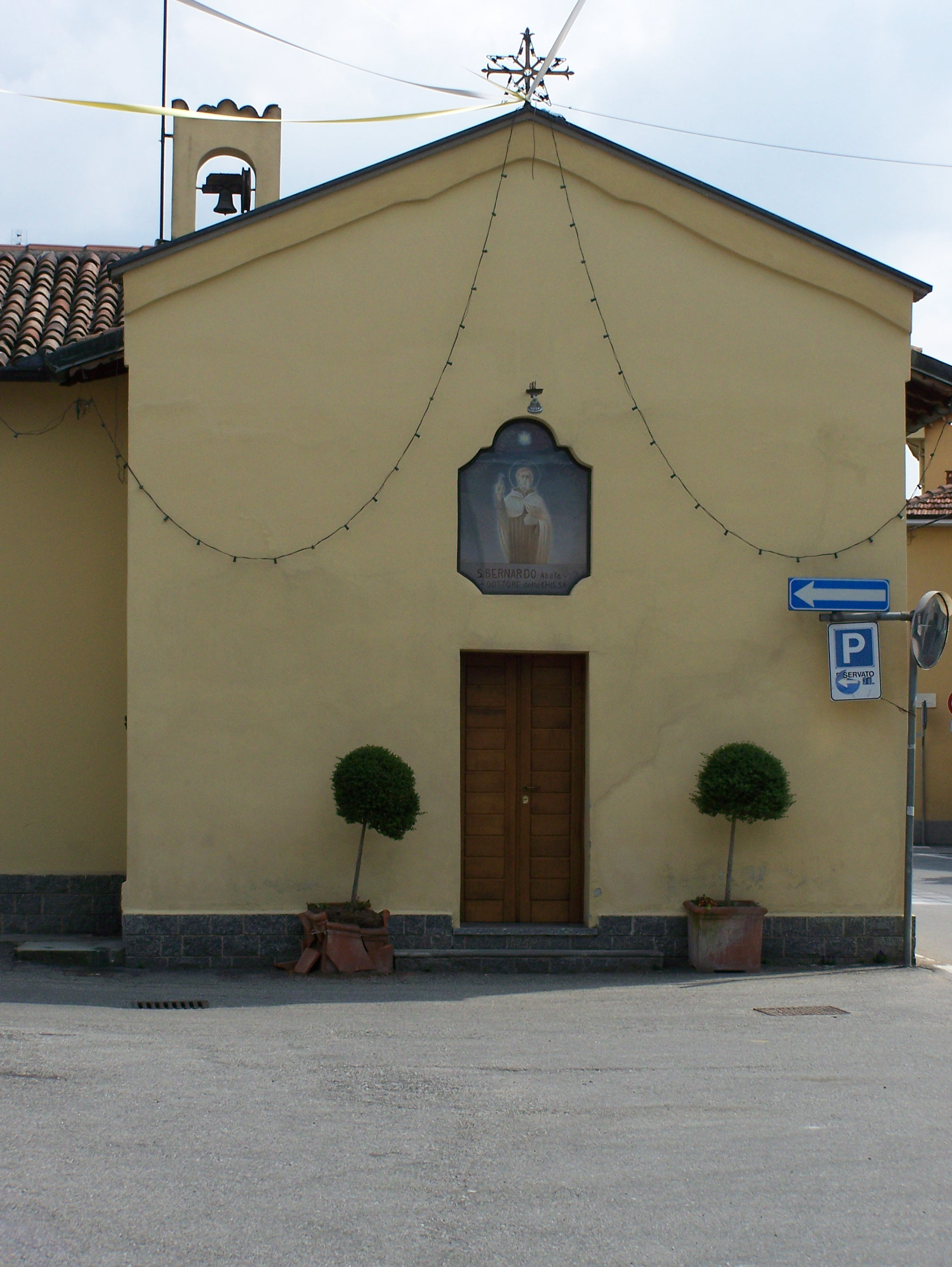
L'oratorio di San Bernardo a Soriano

L'Oratorio di San Bernardo è l'unico edificio di culto presente nella frazione di Soriano (un tempo Cassina Soriana). Di origini molto antiche esso era probabilmente un oratorio campestre quando venne completamente ricostruito nel Seicento sulla base di un progetto che è stato attribuito al Richini.
L'edificio, di forma semicircolare nel presbiterio, è dedicato a San Bernardo e si trova lungo la via principale della frazione, Via Fogazzaro. L'esterno, di forme molto semplici, è configurato da una facciata terminante in un timpano decorato da un cornicione che segue il perimetro del tetto e da una croce in ferro battuto. Il campanile è spurio rispetto alla costruzione ed è stato realizzato negli anni '70 quando è stata aggiunta l'unica campana presente.
L'interno è decorato con alcuni affreschi di autori sconosciuti, oggi in gran parte danneggiati dall'usura del tempo.
Moderno e intatto è invece l'affresco della facciata, inserito in una nicchia di stile barocco protetta da un vetro e raffigurante il Santo patrono dell'oratorio: tale immagine venne realizzata alla fine degli anni '80 del Novecento dall'allora prevosto di Corbetta, Edoardo Sacchi, stimato artista locale.

### Lazzaretto

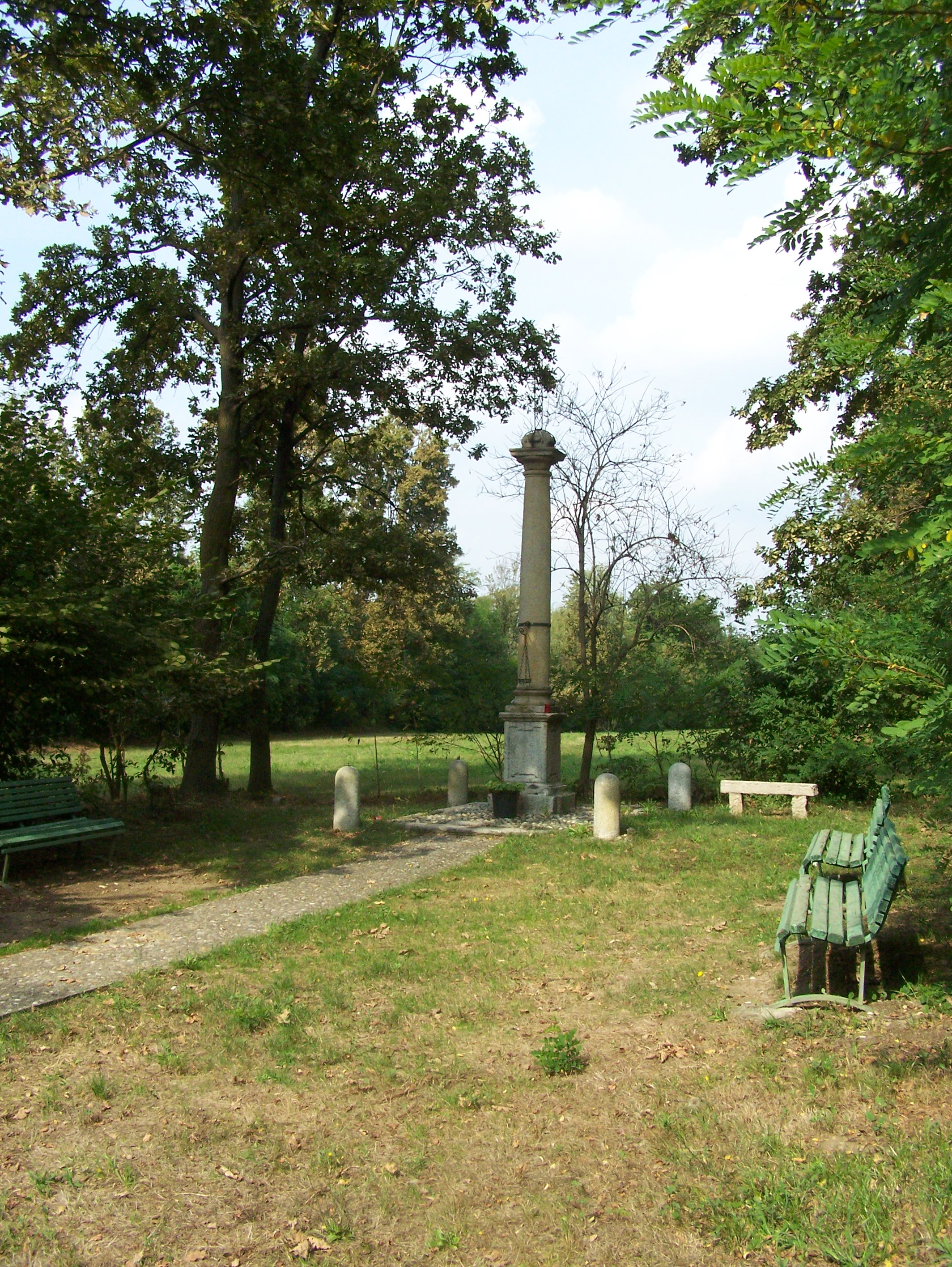
La colonna votiva del lazzaretto corbettese

Il luogo del lazzaretto, luogo di antiche sofferenze, si trova a Soriano situato in prossimità delle cascine Fiandrina e Cantona, contraddistinto da una radura boschiva in cui oggi è collocata una semplice colonna in pietra con una croce soprastante di ferro.
Qui vennero sepolti gli appestati del comune tra gli anni 1576 e 1577. Durante l'epidemia era venuto a Corbetta il cardinale Carlo Borromeo (22 novembre 1577); la leggenda vuole che, visitando il lazzaretto, da sotto i suoi piedi sgorgasse il vicino fontanile che ancora oggi porta il suo nome in ricordo del presunto fatto miracoloso. Qui riposano anche le vittime della terza pestilenza, quella del 1630, descritta da Alessandro Manzoni. La prima condotta medica era già stata istituita a Corbetta (1612), ma i malati, raccolti e curate nelle sale di palazzo Frisiani a Corbetta e presso la cascina Fiandrina a Soriano, venivano curati con terapie improvvisate a base d'incenso e di aceto e, in caso di morte, giungevano al lazzaretto via acqua attraverso un fosso.
Nel 1685, per volere del cardinale Federico Visconti, i corbettesi issarono la colonna votiva in granito sulla piana del lazzaretto.
Il luogo continuò ad essere usato anche nei secoli successivi per seppellire i cadaveri di morti a causa di epidemie o di malattie contagiose, ritenendo che se fossero stati sepolti nel camposanto cittadino avrebbero potuto continuare a diffondere varie malattie. Le ultime sepolture del luogo risalgono agli inizi del Novecento quando qui vennero sepolti gli ammalati dell'Influenza spagnola.

## Società

### Evoluzione demografica
La popolazione di Soriano è composta da 457 abitanti (2021), dei quali 227 maschi e 230 femmine. 
"Abitanti censiti"

### Etnie e minoranze straniere
Al 1º gennaio 2021 risiedevano a Soriano 8 cittadini stranieri pari a circa l'1,7% della popolazione totale della frazione. Di questi, 7 provengono dall'Europa e 1 dall'Africa. Nei dati ufficiali non sono considerati gli stranieri irregolari.

## Economia
Il suolo di Soriano (come del resto quello corbettese) si è sempre presentato particolarmente fertile ed adatto alle coltivazioni agricole, settore che rimase quello predominante sino a tutti il XVIII secolo. Le colture più significative sono quelle dei cereali (frumento e mais) e vite da vino. Presente è anche l'allevamento, in particolare di bovini.
Dagli anni '60 nel panorama di Soriano si è inserita l'unica attività produttiva a carattere industriale della frazione (18.000 m2), incentrata nel settore della lavorazione degli idrocarburi ed al recupero ed alla rigenerazione degli oli combustibili esausti.
L'unica attività commerciale presente nella frazione oggi è un ristorante.
A Soriano nel 2021 risultava occupato il 94.3% dei residenti in età lavorativa.

## Cultura

### Media
A Soriano nacque, nel maggio 1977, una delle più famose emittenti locali della provincia nord-ovest di Milano: Delta Radio Corbetta. La stazione aveva sede in Via Fogazzaro al n. 104 e tra la fine degli anni '70 ed i primi anni '80 fu tra le più seguite nella provincia milanese. Dotata di due potenti impianti, uno, locale, a 104,700 MHz (prima sul tetto della sede, poi sull'alta ciminiera di Magenta), l'altro, interprovinciale a 105,300 MHz (da Monte Calenzone, in provincia di Pavia), illuminava le province di Milano, Pavia, Novara, Piacenza, spaziando in quelle di Varese, Como, Bergamo e Cremona. Nel 1981 collegò alla propria rete RTP One Radio Trasmissioni Parabiago Uno FM 92,200 MHz. Nel periodo di massimo splendore numerosi erano gli artisti che facevano tappa a Soriano per farsi intervistare dai conduttori della radio. L'emittente era gestita da una s.r.l. nella quale collaboravano 20 persone tra speaker, giornalisti, tecnici, amministrativi e pubblicitari (attraverso la collegata Publifantasy). Nella seconda metà degli anni '80 la stazione iniziò però una parabola discendente, che la portò prima a cedere l'impianto 105,300 MHz da Radio Pavia e poi, nel 1988, a chiudere definitivamente l'attività, alienando anche il residuo 104,700 MHz a Radio Peter Flowers di Milano, con la quale da tempo si trascinava una vertenza giudiziaria per l'utilizzo della frequenza.

## Il Comitato di Soriano
La frazione di Soriano dispone di un proprio comitato di frazione che coadiuva il comune di Corbetta nell'amministrazione del borgo, mantenendone vive le tradizioni locali.
Nei consigli comunali, il comitato di frazione si avvale della figura del Consigliere delegato per i rapporti con le frazioni, oltre al rapporto diretto tra presidenza del comitato e sindaco.
- Sede del Comitato di Quartiere - via Fogazzaro - 20011 Corbetta (MI)

### Elenco dei presidenti del Comitato di Frazione di Soriano
| nome                    | carica     | dal  | al        |
| ----------------------- | ---------- | ---- | --------- |
| Domenico Scarfò         | presidente | 2015 | 2017      |
| Oldani Oliviero Achille | presidente | 2017 | in carica |

## Sport
Soriano è, assieme a Cerello ed a Castellazzo de' Stampi, uno dei tre cardini dello sport nelle frazioni del Comune di Corbetta. Annualmente, in occasione della locale festa di San Bernardo, viene organizzata una gara ciclistica a cui prendono sovente parte alcuni personaggi dello sport nazionale. Le manifestazioni stabili come mostre e attività ludiche hanno luogo nel locale parco "R. Tonella".

## Infrastrutture e trasporti
Soriano è raggiungibile:
- In auto

Autostrada Milano - Torino

uscita Arluno

Strada Provinciale 227dir
Soriano non dispone di stazioni ferroviarie né di fermate di autobus di linea ATM o ATINOM. La più vicina stazione ferroviaria, benché la frazione sia sita nel comune di Corbetta, è quella di Vittuone-Arluno.
La frazione gode però del servizio scuolabus promosso dal comune di Corbetta e del bus del sabato mattina, che consente ai molti anziani della frazione di raggiungere i punti più salienti della vicina Corbetta ed il mercato locale.